# Benny Moré

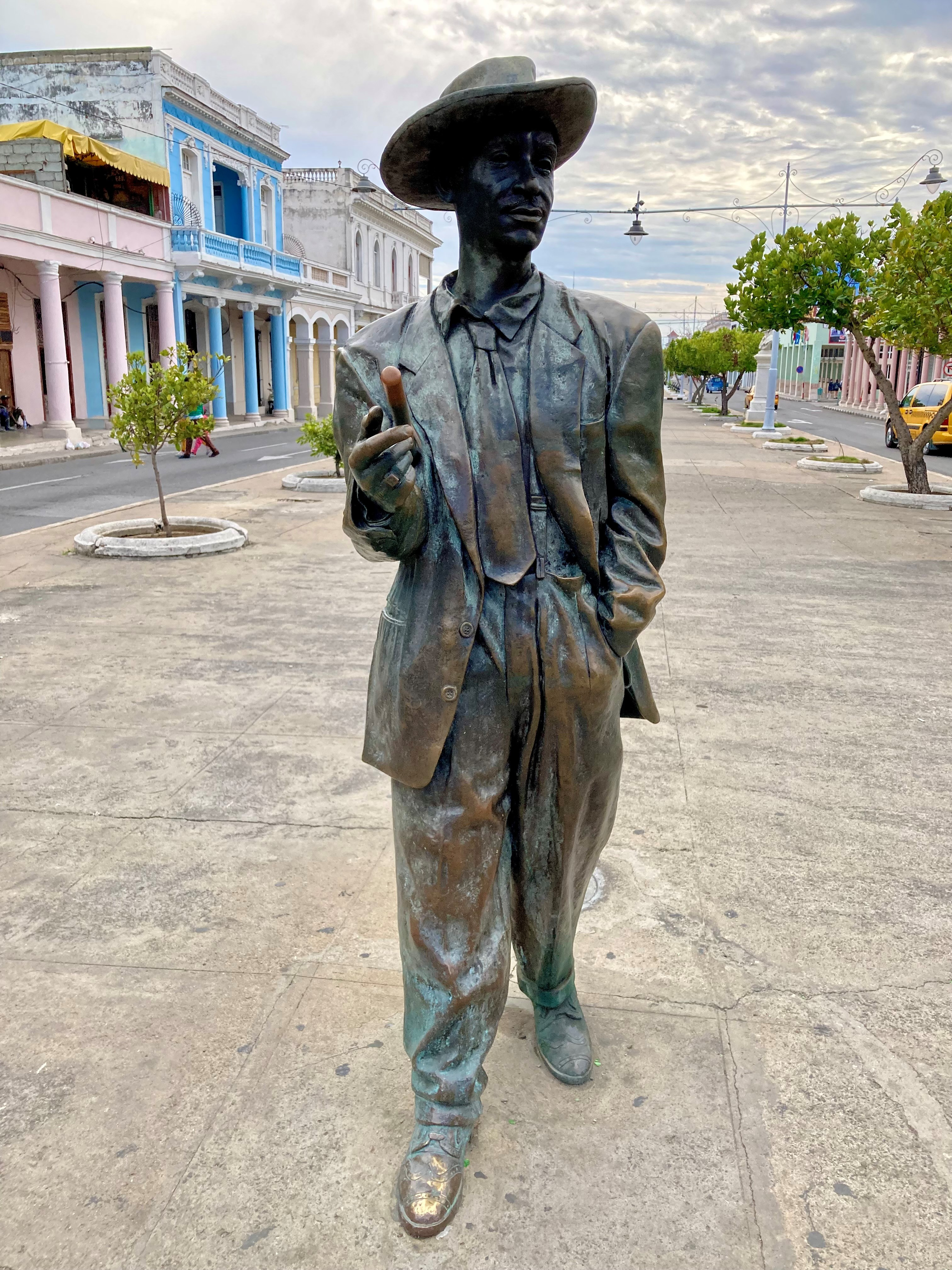
Szobra Cienfuegosban; Kuba

Benny Moré (Lajas, 1916. augusztus 28. – Havanna, 1963. február 19.) kubai énekes, dalszerző, zenekarvezető. Szabadon, könnyedén áradó tenorhangja volt. Mestere volt a son cubano vokális improvizációiknak is, így sok dallama is könnyen fejlődött, változott. Gyakran vett részt dalpárbajokban más énekesekkel, például Cheo Marquettivel és Joseíto Fernándezzel.
A son cubano mellett Moré a guarachák, a cha-cha-cha, a mambo, a son montuno és bolero dallamok előadója is volt. Zenekara, a Banda Gigante az 1950-es évek egyik vezető kubai big bandjévé vált. Alkoholizmusban szenvedett és 1963-ban, 43 évesen májzsugorodásban halt meg. 2004 óta szobra van szülővárosában.

## Pályakép
Moré a 18 testvére közül a legidősebb volt. Santa Isabel de las Lajasban született, Kuba középső részén. Hatévesen tanult meg gitározni, és húszévesen már rendszeresen fellépett Havanna bárjaiban és kávézóiban. Fellépései következtében megismerkedett a Trío Matamorossal, amelynek később énekese lett. 1945-ben Mexikóba ment a Conjunto Matamorosszal. Akkor vette fel a Benny Moré művésznevét.
Mexikóvárosban Moré összebarátkozott Pérez Pradoval, és gyakran fellépett vele.
1950 végén visszatért Kubába. 1952-ben a Banda Gigante néven nagy, akár negyven zenészből álló együttest alapított. 1956-57-ben játszottak Venezuelában, Jamaicában, Haitin, Kolumbiában, Panamában, Mexikóban és az Amerikai Egyesült Államokban.
A kubai forradalom után Moré Kubában maradt, és ott halt meg 43 évesen. Becslések szerint több mint 100 000 rajongó vett részt a temetésén. Emlékére a kubai Cienfuegosban minden szeptemberben megrendezik a nevét viselő fesztivált. A művész életnagyságú bronzszobra Cienfuegos főutcáján áll.
2006-ban mutatták be az El Benny című játékfilmet, Jorge Luis Sánchez kubai rendező bemutatkozó alkotása, amely Moré élettörténetén alapul.

## Lemezválogatás
- El Inigualable (1957)
- The Most From Beny Moré (1958; recorded 1955-1957)
- Así es... (1958)
- Pare... que llegó el bárbaro (958)
- Así es... Beny (1958)
- La Época de Oro (1958)
- Magia antillana (1960; recorded 1949-1953)
- El Barbaro del Ritmo: Pérez Prado and Rafael De Paz (1962)
- Homenaje póstumo (1963; recorded 1960)
- Benny More Y Su Orquesta... (1964)
- Recordando (1964)
- Lo Mejor de Beny Moré (1965)
- La Época De Oro Vol.II (1969)
- y Su Salsa de Siempre (1978)
- Grandes Exitos (1979)
- Ensalada De Mambo (1980)
- Lo Último Que Cantó Beny More (1980)
- Lo Desconocido De Beny More (1982)
- Cubanísimo-1 with Trío Matamoros and Ernesto Duarte's orchestra (1945-1947)
- Leyendas Musicales (1986)
- Beny Moré Canta Con... (1988)
- Conjunto Matamoros With Beny Moré with Conjunto Matamoros (1945-1947)
- El Barbaro del Ritmo with Perez Prado (1949-1951)
- Benny Moré En Vivo (1957)
- Benny More Canta Boleros (ecorded 1953-1960)

## Filmek
- Benny Moré az IMDb-n

## Díjak
- International Latin Music Hall of Fame (1999)
- Latin Songwriters Hall of Fame (2016)